# Vsevolod Pudovkin
Vsevolod Illarionovič Pudovkin, rusky Всеволод Илларионович Пудовкин (28. února 1893 Penza – 30. června 1953 Riga) byl sovětský filmový režisér, jeden z autorů sovětské teorie filmové montáže.

## Život
Jeho otec byl obchodníkem a v roce 1897 se s manželkou a dětmi přestěhoval z Penzy do Moskvy. Vsevolod Pudovkin se narodil v roce 1893 jako třetí ze šesti dětí. Po absolvování gymnázia studoval přírodní vědy na moskevské Lomonosovově univerzitě. Zúčastnil se bojů první světové války, byl zraněn a zajat Němci. Pracoval jako chemik v zajateckém táboře poblíž Kielu. Během této doby se od ostatních zajatců učil cizí jazyky. Koncem roku 1918 se skupině zajatců podařilo uprchnout a Pudovkin se vrátil do Moskvy. 
V roce 1920 vstoupil do světa kinematografie, když byl přijat na Státní filmovou školu do kurzu Vladimíra Gardina. Nejprve se podílel na natáčení filmů jako asistent režiséra Lva Kulešova, kameraman i herec. Jeho prvním vlastním významným filmem byla němá groteska Šachová horečka z roku 1925, v níž se mihl i legendární šachista José Raúl Capablanca. Spolurežisérem byl Nikolaj Špikovskij. Hlavní roli hrála Anna Zemcová, která byla od roku 1923 Pudovkinovou manželkou až do jeho smrti.
V roce 1926 natočil jeden z prvních filmů žánru sci–fi s názvem Mechanika mozku, v němž populárně vědeckou formou s použitím animovaných vložek popisoval podmíněné reflexy objevené I. P. Pavlovem.

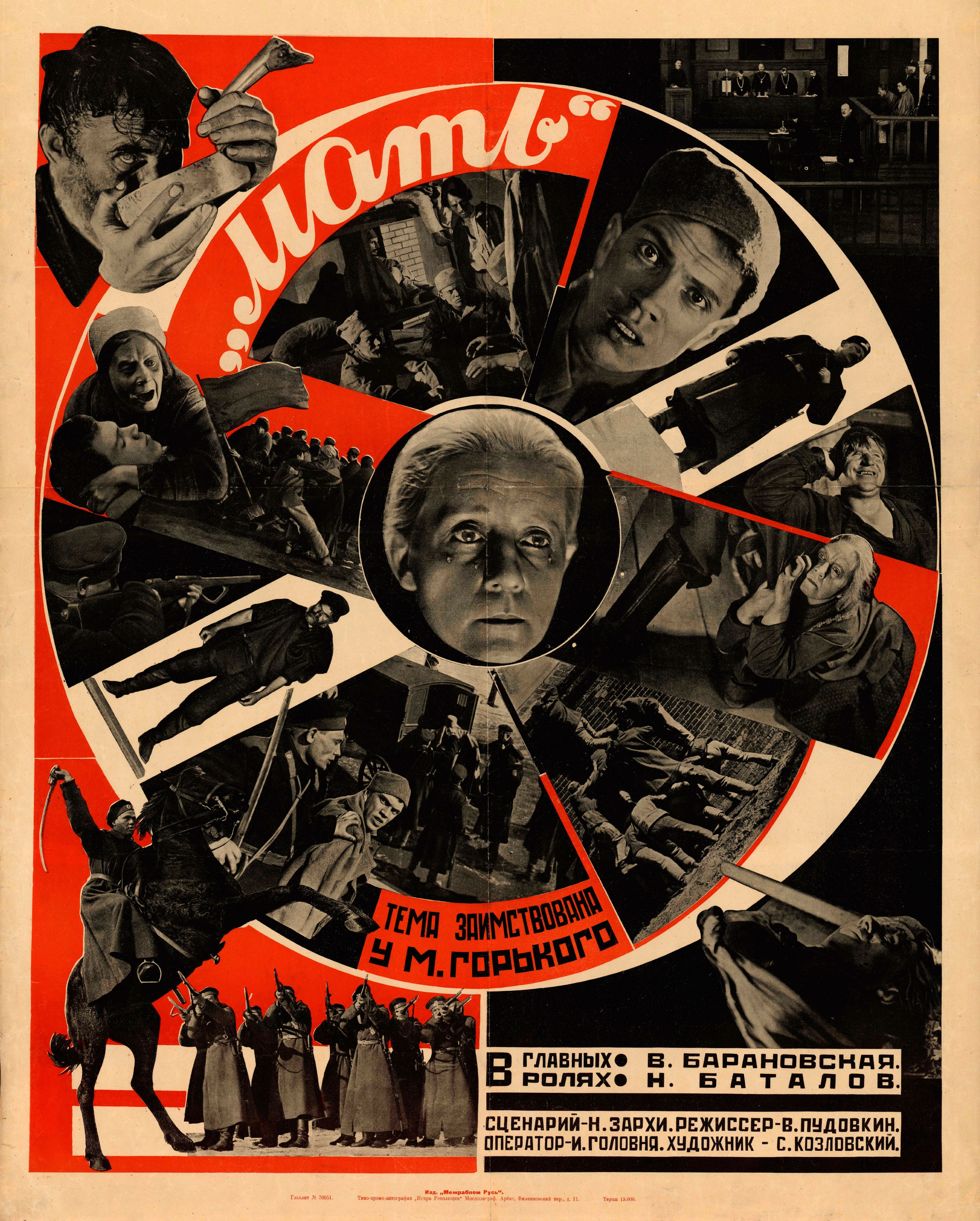
plakát k filmu Matka (1926)

Ve stejném roce natočil slavné němé drama Matka, jež bylo adaptací románu Maxima Gorkého. Tento psychologický film je považován za mistrovské dílo němé éry. Pudovkin přikládal velkou důležitost práci s hercem a hereckému obsazení. Do filmu obsadil známé divadelní herce Věru Baranovskou, která ztvárnila titulní roli a Nikolaje Batalova. V menších rolích se objevil sám Pudovkin i jeho manželka, která se poté s hereckou kariérou rozloučila. Tímto filmem započala i dlouholetá spolupráce režiséra s kameramanem Anatolijem Golovňou.  Přestože film slavil v době své premiéry velké úspěchy v celé Evropě, v Československu bylo cenzurou jeho promítání zakázáno. 
Anna Baranovská získala hlavní roli i v dalším Pudovkinově dramatu Konec Petrohradu (1927), jež je volným pokračováním Matky. Trilogii Pudovkin završil snímkem Bouře nad Asií z roku 1928, který mu přinesl mezinárodní slávu. Právě tyto snímky z němé éry, ač silně propagandistické , patří k jeho nejoceňovanějším. Řadí se mezi klasická díla sovětské kinematografie.
Pudovkin se zabýval také filmovou teorií. V roce 1926 vydal knihy Filmový režisér a filmový materiál a Teorie scénářů, v roce 1934 knihu Herec ve filmu. S nástupem zvukového filmu se nevyrovnával lehce. V roce 1928 podepsal spolu se Sergejem Ejzenštejnem a Grigorijem Alexandrovem manifest, v němž se zavázali zvuk využívat jen jako dokreslení obrazu, který musí zůstat prvotní. Tyto představy však překonal vývoj. Tímto postsynchronním způsobem vznikl film Obyčejná historka (1932). Prvním opravdovým zvukovým filmem režiséra Pudovkina byl Dezertér (1933).  V obou filmech se odchýlil od realistického námětu a svého způsobu myšlení a to mělo vliv na jejich neúspěch.
Po delší přestávce způsobené nemocí se k filmování vrátil v roce 1938 filmem o sovětských letcích s názvem Vítězství. Ve filmovém studiu Mosfilm natočil řadu velkých historických a životopisných podívaných (Suvorov, 1941; Admirál Nachimov, 1946; Vládce vzduchu 1950). Přinesly mu ocenění nejen v Sovětském Svazu (Leninovy a Stalinovy řády a jiné), ale také v zahraničí. Film Admirál Nachimov získal cenu za nejlepší masové scény a herecký výkon hlavního představitele na VII. MFF v Benátkách roku 1947 a film Vládce vzduchu za režii na MFF v Karlových Varech roku 1950.
Po válce, kterou prožil v evakuaci v Alma-Atě, kromě filmování vyučoval režii na Státním filmovém institutu v Moskvě. V roce 1950 byl jmenován profesorem.
Rozloučil se dramatem Žatva (1952). Film byl do kin uveden v březnu 1953, kdy se Pudovkin v sanatoriu Jürmala u Rigy zotavoval po těžké nemoci. Zemřel na infarkt 30. června 1953 v Rize. Je pohřben na Novoděvičím hřbitově v Moskvě.

## Filmografie

### Režisér
|      | Film (rusky)                              | Film (česky)                 |                 | Poznámka |
| ---- | ----------------------------------------- | ---------------------------- | --------------- | --- |
| 1925 | Шахматная горячка                         | Šachová horečka              | němý            | spolurežie N.Špikovskij krátkometrážní komedie                                                                                 |
| 1926 | Мать                                      | Matka                        | němý            | |
| 1926 | Механика головного мозга                  | Mechanika velkého mozku      | němý            | dokumentární, scénář Pudovkin                                                                                                  |
| 1927 | Конец Санкт-Петербурга                    | Konec Petrohradu             | němý            | |
| 1928 | Потомок Чингисхана                        | Bouře nad Asií               | němý            | |
| 1932 | Простой случай                            | Obyčejná historka            | dabing          | |
| 1933 | Дезертир (Теплоход „Пятилетка)            | Dezertér                     | zvukový         | |
| 1938 | Победа (Счастливый случай)                | Vítězství                    | zvukový         | spolurežisér M.Doller |
| 1939 | Минин и Пожарский                         | Minin a Požarský             | zvukový         | spolurežisér M.Doller Stalinova cena                                                                                           |
| 1940 | Кино за 20 лет                            | 20 let filmu                 | zvukový         | spolurežisérka E.Šubová, dokumentární                                                                                          |
| 1941 | Суворов                                   | Suvorov                      | zvukový         | spolurežisér M.Doller Stalinova cena                                                                                           |
| 1941 | Боевой киносборник № 6                    | Sborník válečných filmů č. 6 | zvukový         | spolurežisér M.Doller |
| 1942 | Убийцы выходят на дорогу (Школа подлости) | Vrahové se vydávají na cestu | zvukový         | spolurežisér J.Tarič |
| 1942 | Во имя Родины (Русские люди)              | Ve jménu vlasti              | zvukový         | spolurežisér D.Vasiljev |
| 1946 | Адмирал Нахимов                           | Admirál Nachimov             | zvukový         | MFF v Benátkách 1947 - cena za masové scény, za hlavní roli MFF v Locarnu 1947 - zvláštní uznání za kameru Stalinova cena 1947 |
| 1948 | Три встречи                               | Tři schůzky                  | zvukový         | spolurežiséři A.Ptuško a S.Jutkevič                                                                                            |
| 1950 | Жуковский                                 | Vládce vzduchu               | zvukový barevný | spolurežisér D.Vasiljev MFF Karlovy Vary - cena za režii                                                                       |
| 1953 | Возвращение Василия Бортникова            | Žatva                        | zvukový         | Festival zemědělských filmů Řím - hlavní cena                                                                                  |

### Herec
| Rok  | Film /rusky)                                                                   | Film (česky)                                        | Role                | Poznámka                                                  |
| ---- | ------------------------------------------------------------------------------ | --------------------------------------------------- | ------------------- | --------------------------------------------------------- |
| 1920 | В дни борьбы                                                                   | Ve dnech bojů                                       | rudý velitel        | agitační krátkometrážní film                              |
| 1921 | Серп и молот                                                                   | Srp a kladivo                                       | Andrej              |                                                           |
| 1924 | Необычайные приключения мистера Веста в стране большевиков (Чем это кончится?) | Neobyčejná dobrodružství Mr. Westa v zemi bolševiků | Žban dobrodruh      | komedie režiséra Kulešova                                 |
| 1925 | Луч смерти                                                                     | Paprsek smrti                                       | páter Revo          | sci-fi režiséra Kulešova scénář a asistent režie Pudovkin |
| 1926 | Мать                                                                           | Matka                                               | policejní důstojník | režie Pudovkin                                            |
| 1927 | Конец Санкт-Петербурга                                                         | Konec Petrohradu                                    | voják               | režie Pudovkin                                            |
| 1928 | Живой труп                                                                     | Živá mrtvola                                        | Protasov            | adaptace Tolstého dramatu                                 |
| 1928 | Весёлая канарейка                                                              | Veselý kanárek                                      | iluzionista-fakír   | režisér Kulešov                                           |
| 1929 | Новый Вавилон                                                                  | Nový Babylon                                        | soudní vykonavatel  |                                                           |
| 1939 | Минин и Пожарский                                                              | Minin a Požarský                                    | vojín               |                                                           |
| 1942 | Юный Фриц                                                                      | Mladý Fric                                          | důstojník gestapa   | politická satira, krátkometrážní                          |
| 1943 | Во имя Родины (Русские люди)                                                   | Ve jménu vlasti (Ruští lidé)                        | německý generál     |                                                           |
| 1945 | Иван Грозный                                                                   | Ivan Hrozný                                         | svatý blázen        | drama režiséra Ejzenštejna                                |
| 1946 | Адмирал Нахимов                                                                | Admirál Nachimov                                    | námořník            |                                                           |